# ذخیره‌گاه طبیعی انتسی-وولا
ذخیره‌گاه طبیعی انتسی-وولا (به لاتین: Nätsi-Võlla Nature Reserve) یک منطقه حفاظت‌شده در استونی است که در استونی واقع شده‌است.